# Joseph-Octave Villeneuve

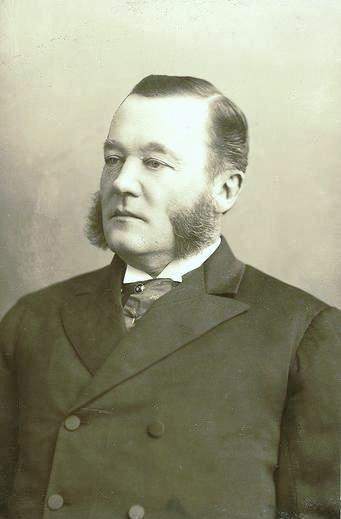
Joseph-Octave Villeneuve

Joseph-Octave Villeneuve (* 4. März 1836 in Sainte-Anne-des-Plaines, Niederkanada; † 27. Juni 1901 in Montreal) war ein kanadischer Politiker und Unternehmer. Von 1894 bis 1896 war er Bürgermeister der Stadt Montreal, danach kanadischer Senator (Konservative Partei).

## Biografie
Um 1840 zog Villeneuves Familie nach Montreal. Nach der Schulzeit erhielt er bei den Brüdern der christlichen Schulen eine kaufmännische Ausbildung. Er arbeitete für einen Textiliengroßhändler und gründete 1860 einen Pferdeomnibusbetrieb, ein Jahr später einen Lebensmittelladen mit Metzgerei im damals noch eigenständigen Vorort Saint-Jean-Baptiste. Bis 1867 entwickelte sich daraus ein Handelsunternehmen für Weine und Spirituosen. 1875 gründete er eine Seifen- und Kerzenfabrik sowie einen Handelsbetrieb für Holz, Getreide und Baumaterial. 1885 gehörte er zu den Mitbegründern der Straßenbahngesellschaft Montreal Park and Island Railway. 1889 gründete Villeneuve eine Textilfabrik, 1893 eine Zigarrenfabrik. Darüber hinaus war er als Direktor der Banque Jacques-Cartier und Verwaltungsrat der Banque Nationale tätig, insgesamt sechs Jahre lang war er Mitglied der Montrealer Hafenkommission.
Von 1866 bis 1886 (Eingemeindung nach Montreal) amtierte Villeneuve als Bürgermeister der Gemeinde Saint-Jean-Baptiste, anschließend gehörte er dem Montrealer Stadtrat an. 1886 gelang ihm die Wahl in die Legislativversammlung von Québec, doch das Wahlergebnis wurde ein Jahr später annulliert. Nachdem er 1888 die neu angesetzte Nachwahl verloren hatte, zog er 1890 wieder ins Parlament ein. 1894 wurde er zum Bürgermeister von Montreal gewählt. Die Stadt hatte damals eine hohe Schuldenlast, verursacht durch umfangreiche Bauprojekte in den Jahren zuvor. 1895 legte die Provinzregierung eine Schuldenobergrenze fest. Wenige Tage vor Ablauf seiner Amtszeit ernannte ihn Premierminister Mackenzie Bowell am 2. Januar 1896 zum Senator, fünf Jahre später verstarb er im Amt.